# Hartmut XVIII. von Cronberg
Freiherr Hartmut XVIII. von Cronberg (* 1614 auf Hof Iben, Kr. Alzey, getauft am 25. März 1618; † 1685 in Iben) war ein deutscher Hofjunker und (kurpfälzischer) Hofbeamter.
Die Herren von Cronberg (auch Cronenberg, Cronbergk) waren ein Reichsrittergeschlecht, das von etwa 1220 bis zum Aussterben der männlichen Linie 1704 seinen Stammsitz auf der Burg Kronberg im Taunus über der heutigen Stadt Kronberg im Taunus hatten.

## Leben
Hartmut war der erstgeborene Sohn des Freiherrn Johann Daniel von Cronberg d. Ä. (1583–1621) und dessen Ehefrau Maria Elisabeth von Partenheim. Freiherr Johann Daniel von Cronberg d. J. war Hartmuts jüngerer Bruder. Seine Paten (Taufe am 25. März 1618 in Iben) waren konfessionell gemischt: der Mainzer Erzbischof Johann Schweikhard von Cronberg, Georg Friedrich von Greiffenclau zu Vollrads (damals Fürstbischof von Worms), der hessen-darmstädtische Marschall Georg Riedesel zu Eisenbach sowie die Frauen Anna Ursula von Waldeck und Anna Sidonia von Cronberg. Am 29. Dezember 1636 immatrikulierte sich „Hartmoet de Croonenberg Palatinus“ im Alter von 22 Jahren zusammen mit seinem Bruder Johann Daniel in Leiden.
1647 beauftragte Fürst Ludwig I. von Anhalt-Köthen den Pfalzgrafen Ludwig Philipp von Simmern Cronberg zusammen mit dessen Bruder Freiherrn Johann Daniel von Cronberg, Graf Christian von Hohenlohe-Waldenburg-Bartenstein und Pfalzgraf Georg Wilhelm von Birkenfeld in die Fruchtbringende Gesellschaft aufzunehmen. Der Pfalzgraf tat dies noch im selben Jahr in seiner Residenz in Kaiserslautern. Der Pfalzgraf verlieh Hartmut den Gesellschaftsnamen der Kleine und das Motto gibt solche Frucht. Als Emblem wurde ihm der kleine ungarische Mandelbaum (Prunus tenella Batsch) zugedacht. Im Köthener Gesellschaftsbuch findet sich Cronbergs Eintrag unter der Nr. 470. Dort ist auch das Reimgesetz verzeichnet, das er anlässlich seiner Aufnahme verfasst hatte:
Der Kleine Mandelbaum, aus Ungern her gebracht
Hat einen kleinen kern, der aus der maßen blühet
Und Zwar in Frühlingszeit: Klein ist mir ausgedacht
Der Nahme von der staud, die alsdan schön aussiehet:
Man halt doch unveracht des kleinen mannes macht,
Der voller tugend ist, und stets sich drin bemühet.
Jst er am leibe klein, gros ist er am verstand'
Und bringt oft gute frucht, dem lieben Vaterland.
Unter Johann Schweikhard und dessen reichsgräflich-katholischem Protegé Graf Adam Philipp war in der Stadt und Burg Kronberg während des Kriegs die protestantische Konfession untersagt worden; die beiden Brüder Cronberg aus der freiherrlichen Linie setzten sich nach dem Tod von Erzbischof und Reichsgraf vehement für die Wiedereinführung des Protestantismus dort ein. Sie setzten sich dabei gegen den jungen Graf Kraft Adolf Otto von Cronberg durch, dem Erben Adam Philipps. Die Normaljahresregelung im Westfälischen Frieden 1648 setzte in Kronberg wieder das evangelische Bekenntnis durch. Dennoch fiel die Herrschaft an Kraft Adolf Otto, und ab 1654 lagen die Vettern im Streit mit dem Landesfürsten.
Auf Grund familiärer Streitigkeiten duellierte sich 1668 Hartmut mit seinem Bruder Johann Daniel in der Nähe von Schloss Iben. Wegen des von ohngefähr erschossenen Knechts auf seinem freiadligen territorio zu Iben wurde behördlicherseits ermittelt. Es ist allerdings auch möglich, dass das Duell der beiden sich ansonsten in allen Rechts- und Religionsangelegenheiten nahestehenden Brüder erfunden wurde, um den Tod des Knechtes als Unfall erscheinen zu lassen.
Im Alter von 67 Jahren starb der ledige Freiherr Hartmut XVIII. von Cronberg 1685 in Iben und wurde am 21. März 1685 in Fürfeld (bei Bad Kreuznach) beigesetzt. Mit dem Tod seines ebenfalls ledigen Cousins, Freiherr Johann Nicolaus von Cronberg starb das Geschlecht derer von Cronberg im Mannesstamme aus (s. a. Stammliste des Hauses Cronberg).